# لو لانغ
لو لانغ (بالإنجليزية: Lou Lang)‏ هو سياسي أمريكي، ولد في 26 نوفمبر 1949 في شيكاغو في الولايات المتحدة. نشط حزبياً في الحزب الديمقراطي. وقد انتخب عضو مجلس نواب إلينوي.